# Hans Christoph Kaergel

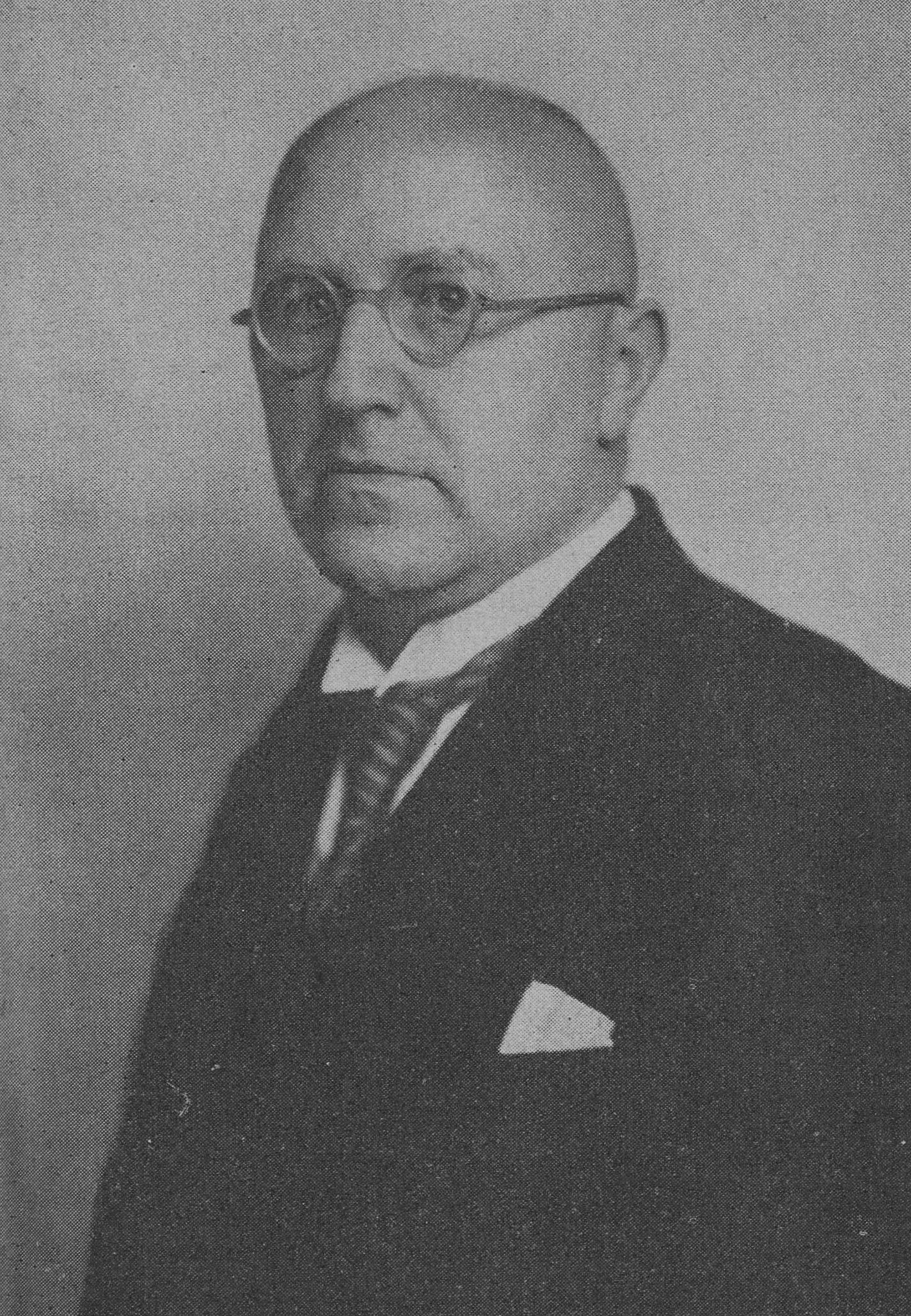
Hans Christoph Kaergel, um 1934

Hans Christoph Kaergel (* 6. Februar 1889 in Striegau, Schlesien; † 24. April oder 9. Mai 1946 in Breslau) war Leiter der Landeskulturkammer Niederschlesiens und Mitglied des Bamberger Dichterkreises.

## Leben
Der Sohn eines Lehrers verbrachte seine Kindheit in Sophienau und Fellhammer in Schlesien. Er besuchte die Präparandenschule in Schmiedeberg. Von 1910 bis 1921 war Kaergel   Volksschullehrer in Weißwasser (Oberlausitz). 1919 erschien sein erster Roman Des Heilands zweites Gesicht.
1920 wandte sich Kaergel gegen eine Abtrennung Oberschlesiens vom Deutschen Reich. 1921 wurde er als Organisator und Leiter des sächsischen Bühnenvolksbundes nach Dresden berufen. Dieses Amt, das mit einem regelmäßigen Einkommen verbunden war, ermöglichte ihm, den Schuldienst zu verlassen.
1923 lernte er in Dresden Heinrich Zerkaulen kennen. Wahrscheinlich in dessen Auftrag unternahm er 1925 eine Vortragsreise nach Amerika und widmete sich „dem großen Liebes- und Propagandawerk des Vereins für das Deutschtum im Ausland“ – so Zerkaulen. Seit 1926 lässt sich Kaergel als freier Schriftsteller in Dresden nachweisen. Dort war er auch Mitarbeiter der Tageszeitung Dresdner Nachrichten. Im Jahr 1933 wurde er Landesleiter Sachsen des VDA, er war Mitglied im Reichsverband Deutscher Schriftsteller. Zum 1. Mai 1933 trat er der NSDAP bei (Mitgliedsnummer 2.456.791). 1936 kehrte er nach Schlesien zurück, wo er in seinem Haus „Hockewanzel“ in Hain wohnte. Das Haus war nach dem 1934 entstandenen Drama Hockewanzel benannt, ein Werk über eine „wurzelechte Führerpersönlichkeit“ im Kampf gegen „fanatische tschechische Elemente“, so ein zeitgenössischer Werbetext. In Hain verfasste er Heimaterzählungen, Romane, Hörspiele und Werke über andere schlesische Dichter wie Hermann Stehr und den sächsischen Schriftsteller Kurt Arnold Findeisen.
1934 erhielt Kaergel den Sächsischen Dichterpreis, obwohl er auf einer Liste der verbotenen Bücher stand; dies sei „aber vermutlich nicht auf antifaschistische Inhalte, sondern vielmehr auf die Unstimmigkeit innerhalb der damaligen Literaturpolitik zurückzuführen.“ Im gleichen Jahr erschien seine Hitlerbiografie Volkskanzler, in der er Adolf Hitler zum einfachen Mann aus dem Volk stilisierte, ohne sich mit den Zielen des Nationalsozialismus auseinanderzusetzen. Goebbels forderte 1939 die Literaturkritik auf, die Dichter der Ostmark und des Sudetenlandes stärker zu würdigen, und empfahl zur Besprechung ausdrücklich Kaergels Buch Ein Sudetendeutscher ergibt sich nicht.
Nachdem 1942 Schlesien verwaltungsmäßig in Ober- und Niederschlesien geteilt worden war, ernannte Goebbels Kaergel zum Leiter der Landeskulturkammer Niederschlesiens. Nach Kriegsende wurde Kaergel, der nicht aus Schlesien fliehen wollte, verhaftet und starb nach Angaben des früheren Landesleiters der Reichsschrifttumskammer für Hessen-Nassau, Wilhelm Meridies, in einem Gefängnis in Breslau an Hungertyphus.

## Werk
Kaergel sah sich selbst als „schollenverbundener Blut-und-Boden-Dichter“ und betonte unter Verweis auf seine Herkunft aus einer Müllerfamilie seine Zugehörigkeit zur bäuerlichen Welt Schlesiens. Sein Werk zeigt eine Entwicklung, beginnend bei Heimatromantik und Gottessuche hin zu dem eines überzeugten Nationalsozialisten, für den Hitlerverehrung, Forderungen nach Rückgliederung deutscher Grenzgebiete sowie Rechtfertigung und Verherrlichung des Krieges kennzeichnend sind. Für die von Karl Hans Bühner herausgegebene Anthologie Dem Führer. Gedichte für Adolf Hitler steuerte Kaergel folgende Verse bei:
Denn fragt uns einer, wo der Führer steht,

so zeigt ein jeder auf das eigne Herz:

Hier steht er eingewurzelt in das Blut,

hier muß er stehn und weiter wandern gehn,

durch unser Blut Geschlecht nun zu Geschlecht!
Ergänzend zu dieser Einordnung ist auf sein Drama „Andreas Hollmann – Tragödie eines Volkes“ zu verweisen, das Grenzlanddeutsche im Sudetengebiet nach dem Ersten Weltkrieg zum Thema hat. Dabei geht es um eine mögliche Revision der Schulpolitik zugunsten der deutschen Minderheit, deren Schule nach den geltenden Bestimmungen geschlossen werden soll. Dieses Werk wurde 36-mal inszeniert und 1933 in Dresden uraufgeführt. Es durfte aber erst 1937 im Druck erscheinen. Das Reichspropagandaministerium nahm Einfluss: Zuerst ging es um Abschwächung bestimmter Textstellen, dann, 1938, schien das Werk für die Propaganda nützlich. Dabei versteckte sich hinter der dargestellten, angespannten Situation der Minderheit eine eigentlich für das NS-System indiskutable Position: Denn der Held, Andreas Hollmann, versucht gegen Widerstände seiner deutschen Minderheit die erstrebte Verbesserung auf dem Verhandlungswege zu erreichen – bei Anerkennung der tschechischen Gesetzeslage, während sein Sohn den dortigen Wehrdienst ablehnt, aufbegehrt und flieht. Dafür geht Hollmann sogar eine Zeit lang stellvertretend ins Gefängnis. Eine solche an das dort geltende Recht gebundenen Lösung entsprach nicht der dann brutal umgesetzten Eroberungspolitik des NS-Regimes. Insofern passt dieses Stück auch nicht in Kaergels sonstige ideologischen Welt, stammt aber von ihm und erreichte die Öffentlichkeit. Vermutlich wurde es später abgesetzt.
Nach Kriegsende wurden viele Werke Kaergels in der Sowjetischen Besatzungszone und in der Deutschen Demokratischen Republik auf die Liste der auszusondernden Literatur gesetzt.

## Ehrungen
- 1934: Sächsischer Dichterpreis